# Scudderia cuneata
Scudderia cuneata är en insektsart som beskrevs av Morse 1901. Scudderia cuneata ingår i släktet Scudderia och familjen vårtbitare. Inga underarter finns listade i Catalogue of Life.